# Kyōhei Noborizato
Kyōhei Noborizato (jap. 登里 享平, Noborizato Kyōhei; * 13. November 1990 in Higashiōsaka, Präfektur Osaka) ist ein japanischer Fußballspieler.

## Karriere
Kyōhei Noborizato erlernte das Fußballspielen in den Jugendmannschaften von Kusaku Sports Shonen-dan Osaka und Osaka EXE '90 FC sowie in der Schulmannschaft der Kagawa Nishi High School. 2009 unterschrieb er seinen ersten Profivertrag bei Kawasaki Frontale. Der Verein aus Kawasaki, einer Stadt auf der japanischen Hauptinsel Honshū, spielte in der höchsten Liga des Landes, der J1 League. 2017 und 2018 feierte er mit der Mannschaft den japanischen Meistertitel. 2019 gewann er mit Frontale den J. League Cup. Im Finale besiegte man Hokkaido Consadole Sapporo. 2020 feierte die japanische Meisterschaft und den Gewinn des Emperor’s Cup. Das Finale am 1. Januar 2021 gewann man gegen Gamba Osaka mit 1:0. 2021 feierte er mit Frontale seine vierte Meisterschaft. Am Saisonende 2022 wurde er mit Frontale Vizemeister. Am 9. Dezember 2023 stand er mit Frontale im Finale des japanischen Pokals. Hier besiegte man Kashiwa Reysol mit 8:7 im Elfmeterschießen. Nach 281 Erstligaspielen wechselte Noborizato im Januar 2024 nach Osaka zum ebenfalls in der ersten Liga spielenden Cerezo Osaka.

## Erfolge
Kawasaki Frontale
- Japanischer Meister: 2017, 2018, 2020, 2021
- Japanischer Vizemeister: 2009, 2016, 2022

- Japanischer Ligapokalsieger: 2019
- Japanischer Ligapokalfinalist: 2009

- Japanischer Supercupsieger: 2019

- Japanischer Pokalsieger: 2020, 2023